# Continu spectrum
Een continu spectrum is een eigenschap van een golfverschijnsel (zoals licht, geluid en elektrische signalen) waarvoor geldt dat geen enkel deel van de beschouwde frequentieband zonder inhoud is. 
Een bijzonder maar theoretisch voorbeeld van een signaal met een continu spectrum is witte ruis: hier is het spectrum niet alleen continu maar ook vlak op een onbegrensde frequentieband. Uit bovenstaande volgt echter dat het vermogen van zo'n signaal oneindig zou zijn. Een meer praktisch voorbeeld van een signaal met een continu (maar niet vlak) spectrum is roze ruis.
De elektromagnetische straling van een lichaam met een eindige temperatuur vormt een continu spectrum dat zich in het ideale geval (een zwarte straler) gedraagt volgens de Wet van Planck.
Tegenover een continu spectrum staat een discreet spectrum, dat slechts in een beperkt aantal frequenties (puntspectrum of lijnenspectrum) of frequentiebanden inhoud heeft. De straling van een geïoniseerd gas heeft bijvoorbeeld in het algemeen een lijnenspectrum.